# 琼·普洛赖特
奧利花男爵夫人鍾·安·普洛赖特·奧利花，DBE（英語：Joan Ann Plowright Olivier, Baroness Olivier，1929年10月28日—2025年1月16日），更為人熟悉的名字是鍾·普洛赖特女爵士（Dame Joan Plowright），英国女演员。曾获得金球奖最佳电影女配角。